# Tassilo Thierbach
Tassilo Thierbach (ur. 21 maja 1956 w Karl-Marx-Stadt, zm. 19 kwietnia 2025 tamże) – niemiecki łyżwiarz figurowy reprezentujący NRD, startujący w parach sportowych z Sabine Baeß. Uczestnik igrzysk olimpijskich w Lake Placid (1980) i Sarajewie (1984), mistrz (1982) i dwukrotny wicemistrz świata (1981, 1983), dwukrotny mistrz (1982, 1983) i wicemistrz Europy (1984), medalista zawodów międzynarodowych oraz 5-krotny mistrz NRD (1979, 1980, 1982–1984).

## Osiągnięcia
Z Sabine Baeß
| Zawody               | 75–76          | 76–77          | 77–78          | 78–79          | 79–80          | 80–81          | 81–82          | 82–83          | 83–84          |                |                |                |                |                |                |                |                |
| Międzynarodowe       | Międzynarodowe | Międzynarodowe | Międzynarodowe | Międzynarodowe | Międzynarodowe | Międzynarodowe | Międzynarodowe | Międzynarodowe | Międzynarodowe | Międzynarodowe | Międzynarodowe | Międzynarodowe | Międzynarodowe | Międzynarodowe | Międzynarodowe | Międzynarodowe | Międzynarodowe |
| -------------------- | -------------- | -------------- | -------------- | -------------- | -------------- | -------------- | -------------- | -------------- | -------------- | -------------- | -------------- | -------------- | -------------- | -------------- | -------------- | -------------- | -------------- |
| Igrzyska olimpijskie |                |                |                |                | 6              |                |                |                | 4              |                |                |                |                |                |                |                |                |
| Mistrzostwa świata   |                |                | 5              | 3              | 4              | 2              | 1              | 2              |                |                |                |                |                |                |                |                |                |
| Mistrzostwa Europy   |                | 5              | 4              | 3              | 4              |                | 1              | 1              | 2              |                |                |                |                |                |                |                |                |
| Blue Swords          |                |                | 2              | 1              | 1              |                |                |                |                |                |                |                |                |                |                |                |                |
| Golden Spin Zagrzeb  |                |                | 1              | 1              |                |                |                |                |                |                |                |                |                |                |                |                |                |
| Skate America        |                |                |                |                | 1              |                |                |                |                |                |                |                |                |                |                |                |                |
| Krajowe              |                |                |                |                |                |                |                |                |                |                |                |                |                |                |                |                |                |
| Mistrzostwa NRD      | 3              | 3              | 2              | 1              | 1              |                | 1              | 1              | 1              |                |                |                |                |                |                |                |                |